# 東部地域 (フィジー)
東部地域（英語: Eastern Division）はフィジーの地域のひとつ。フィジー東部の小さな島々から成っており、他の地域とは異なり主島となるようなものがない。人口3.6万人（2015年国勢調査、ロツマ島を除く）と国内では非常に少ない。中心都市はオバラウ島のレブカ。
なおフィジー統計局が発表している国勢調査ではロツマ島を東部地域に加えているが、同島は特別な地位にある属領（Dependency）であるため東部地域に含まないことが多い。これは行政区画が伝統的な区分に沿ったため、フィジーの主要な島であるビティレブ島（中央・西部地域）とバヌアレブ島（北部地域で分割）、そしてそのほかの島々で一括りにされたためである。そのため地理的にも大きく離れている（ビティレブ島から北へ500kmの孤島）にもかかわらず、統計上は東部地域となっている。

## 地方行政
地域自体は行政権をほぼ持っておらず、所属している州および都市評議会が地方行政を担っている。所属州はカダヴ州、ラウ州、ロマイヴィティ州の3つで、他にロマイヴィティ州には保健省の地方行政公社は1つ、都市評議会が1つある。